# Liste der Krankenpflegeschulen in Österreich
Die Liste der Krankenpflegeschulen listet alle Schulen für Gesundheits- und Krankenpflege (GKPS/GuKPS) auf.
A … Allgemeine Gesundheits- und Krankenpflege
KJ … Kinder- und Jugendlichenpflege
P … psychiatrische Gesundheits- und Krankenpflege
| Schule | Stadt/Gemeinde                                | Bundesland       | A | KJ | P |
| --- | --------------------------------------------- | ---------------- | - | -- | - |
| Schule für allgemeine Gesundheits- und Krankenpflege am A.ö. Landeskrankenhaus Oberwart KRAGES (Ausbildungszentrum) | Oberwart (Expositur in Frauenkirchen)         | Burgenland       | • |    |   |
| Schulen für Gesundheits- und Krankenpflege Klagenfurt | Klagenfurt                                    | Kärnten          | • | •  | • |
| Schulen für Gesundheits- und Krankenpflege Villach (Ausbildungszentrum für Gesundheitsberufe des Landes Kärnten) | Villach                                       | Kärnten          | • |    | • |
| Allgemeine Gesundheits- und Krankenpflegeschule des Landesklinikums Mostviertel Amstetten | Amstetten                                     | Niederösterreich | • |    |   |
| Allgemeine Gesundheits- und Krankenpflegeschule des Landesklinikums Thermenregion Baden | Baden                                         | Niederösterreich | • |    |   |
| Schule für Gesundheits- und Krankenpflege des Landesklinikums Weinviertel Hollabrunn | Hollabrunn                                    | Niederösterreich | • |    |   |
| Schule für allgemeine Gesundheits- und Krankenpflege des Landesklinikums Waldviertel Horn | Horn                                          | Niederösterreich | • |    |   |
| Schule für psychiatrische Gesundheits- und Krankenpflege Mauer | Mauer bei Amstetten                           | Niederösterreich |   |    | • |
| Schule für Gesundheits- und Krankenpflege des Landesklinikums Weinviertel Mistelbach | Mistelbach                                    | Niederösterreich | • |    |   |
| Allgemeine Gesundheits- und Krankenpflegeschule des Landesklinikums Thermenregion Neunkirchen (Ausbildungszentrum der Stadtgemeinde Neunkirchen) | Neunkirchen                                   | Niederösterreich | • |    |   |
| Schule für Gesundheits- und Krankenpflege des Landesklinikums Mostviertel Scheibbs | Scheibbs                                      | Niederösterreich | • |    |   |
| Schule für allgemeine Gesundheits- und Krankenpflege und für Kinder- und Jugendlichenpflege des Landesklinikums St. Pölten | Sankt Pölten                                  | Niederösterreich | • | •  |   |
| Schule für allgemeine Gesundheits- und Krankenpflege des Landesklinikums Weinviertel Stockerau | Stockerau                                     | Niederösterreich | • |    |   |
| Schule für Gesundheits- und Krankenpflege und für psychiatrische Gesundheits- und Krankenpflege des Landesklinikums Donauregion Tulln | Tulln                                         | Niederösterreich | • |    | • |
| Schule für Gesundheits- und Krankenpflege beim Landesklinikum Wiener Neustadt | Wiener Neustadt                               | Niederösterreich | • |    |   |
| Schule für psychiatrische Gesundheits- und Krankenpflege am Therapiezentrum Ybbs der Stadt Wien | Ybbs an der Donau                             | Niederösterreich |   |    | • |
| Schule für Gesundheits- und Krankenpflege des Landesklinikums Waldviertel Zwettl | Zwettl                                        | Niederösterreich | • |    |   |
| Schule für allgemeine Gesundheits- und Krankenpflege am A.ö. Krankenhaus St. Josef der Schulschwestern | Braunau am Inn                                | Oberösterreich   | • |    |   |
| Schule für allgemeine Gesundheits- und Krankenpflege Bad Ischl (Salzkammergut-Klinikum) | Bad Ischl                                     | Oberösterreich   | • |    |   |
| Schule für allgemeine Gesundheits- und Krankenpflege Freistadt | Freistadt                                     | Oberösterreich   | • |    |   |
| Schule für allgemeine Gesundheits- und Krankenpflege Gmunden (Salzkammergut-Klinikum) | Gmunden                                       | Oberösterreich   | • |    |   |
| Schule für allgemeine Gesundheits- und Krankenpflege Kirchdorf | Kirchdorf an der Krems                        | Oberösterreich   | • |    |   |
| Medizinisches Ausbildungszentrum des Kepler Universitätsklinikums (allg. GuKPf. am Campus VI/ex AKH Linz, Kinder- und Jugendlichenpflege am Campus V/ex Landeskinderklinik, psych. GuKPf. am Neuromed Campus/ex Landesnervenklinik Wagner-Jauregg)                                                                  | Linz                                          | Oberösterreich   | • | •  | • |
| Schule für Gesundheits- und Krankenpflege des BFI Oberösterreich | Linz                                          | Oberösterreich   | • |    |   |
| Schule für Gesundheits- und Krankenpflege der Elisabethinen (ab 2017: Ordensklinikum Linz) | Linz                                          | Oberösterreich   | • |    |   |
| Schule für allgemeine Gesundheits- und Krankenpflege am Krankenhaus der Barmherzigen Schwestern (vom Heiligen Vinzenz von Paul; ab 2017: Ordensklinikum Linz) | Linz                                          | Oberösterreich   | • |    |   |
| Schule für allgemeine Gesundheits- und Krankenpflege am Krankenhaus der Diakonissen Linz (Bildungszentrum) | Linz                                          | Oberösterreich   | • |    |   |
| Schule für Gesundheits- und Krankenpflege am Krankenhaus der Barmherzigen Schwestern (vom Heiligen Vinzenz von Paul) | Ried im Innkreis                              | Oberösterreich   | • |    |   |
| Schule für allgemeine Gesundheits- und Krankenpflege Rohrbach | Rohrbach                                      | Oberösterreich   | • |    |   |
| Schule für allgemeine Gesundheits- und Krankenpflege Schärding | Schärding                                     | Oberösterreich   | • |    |   |
| Schule für allgemeine Gesundheits- und Krankenpflege Steyr | Steyr                                         | Oberösterreich   | • |    |   |
| Schule für allgemeine Gesundheits- und Krankenpflege Vöcklabruck (Salzkammergut-Klinikum) | Vöcklabruck                                   | Oberösterreich   | • |    |   |
| Ausbildungszentrum für Gesundheits- und Pflegeberufe am Klinikum Wels-Grieskirchen (ehem. A.ö. Krankenhaus der Barmherzigen Schwestern vom heiligen Kreuz) | Wels                                          | Oberösterreich   | • |    |   |
| Schulen für Gesundheits- und Krankenpflege des Berufsförderungsinstituts (BFI) gemeinsam mit Privatklinik Wehrle-Diakonissen-Krankenhaus und A.ö. Krankenhaus Hallein | Hallein, Salzburg                             | Salzburg         | • |    |   |
| Schulen für Gesundheits- und Krankenpflege an den Salzburger Landeskliniken/Universitätsklinikum der Paracelsus Medizinische Privatuniversität (Bildungszentrum; allgemeine GuKPf. und Sonderausbildung in der Kinder und Jugendpflege am St.-Johanns-Spital/LKH, psych. GuKPf. an der Christian-Doppler-Klinik)    | Salzburg                                      | Salzburg         | • | •  | • |
| Schule für allgemeine Gesundheits- und Krankenpflege in der Bezirksstelle der Wirtschaftskammer Salzburg (WIFI) | Sankt Johann im Pongau (Expositur in Tamsweg) | Salzburg         | • |    |   |
| Schule für allgemeine Gesundheits- und Krankenpflege am Kardinal Schwarzenbergschen Krankenhaus | Schwarzach im Pongau                          | Salzburg         | • |    |   |
| Schule für Gesundheits- und Krankenpflege am A.ö. Krankenhaus Zell am See | Zell am See                                   | Salzburg         | • |    |   |
| Schule für Gesundheits- und Krankenpflege – Schule für Sozialbetreuungsberufe – Akademie für Gesundheits-ManagerInnen EMG Akademie Kalsdorf bei Graz | Graz                                          | Steiermark       |   |    | • |
| Schule für allgemeine Gesundheits- und Krankenpflege Bad Radkersburg | Bad Radkersburg                               | Steiermark       | • |    |   |
| Schule für allgemeine Gesundheits- und Krankenpflege Frohnleiten | Frohnleiten                                   | Steiermark       | • |    |   |
| Schule für allgemeine Gesundheits- und Krankenpflege Graz; Schule für allgemeine Gesundheits- und Krankenpflege und Kinder- und Jugendlichenpflege Graz; Schule zur Vorbereitung auf die Ausbildung im gehobenen Dienst für Gesundheits- und Krankenpflege des Landes Steiermark (alle am LKH-Universitätsklinikum) | Graz                                          | Steiermark       | • | •  |   |
| Schule für psychiatrische Gesundheits- und Krankenpflege (am LKH Graz Süd-West, ehem. Landesnervenklinik Sigmund Freud) | Graz                                          | Steiermark       |   |    | • |
| Schule für Gesundheits- und Krankenpflege – ProPraxis Seminarzentrum für Aus- und Weiterbildung Graz | Graz                                          | Steiermark       |   |    | • |
| Schule für allgemeine Gesundheits- und Krankenpflege und Kinder- und Jugendlichenpflege Leoben | Leoben                                        | Steiermark       | • | •  |   |
| Schule für Gesundheits- und Krankenpflege Stolzalpe | Stolzalpe                                     | Steiermark       | • |    |   |
| Gesundheits- und Krankenpflegeschulen Hall (Ausbildungszentrum West der Tilak) | Hall in Tirol                                 | Tirol            | • |    | • |
| Schule für Gesundheits- und Krankenpflege am öff. Landeskrankenhaus Innsbruck (Ausbildungszentrum West/AZW der Tilak) | Innsbruck                                     | Tirol            | • | •  |   |
| Gesundheits- und Krankenpflegeschule Kufstein (A.ö. Bezirkskrankenhaus) | Kufstein                                      | Tirol            | • |    |   |
| Krankenpflegeschule am A.ö. Bezirkskrankenhaus Lienz | Lienz                                         | Tirol            | • |    |   |
| Schule für allgemeine Gesundheits- und Krankenpflege am A.ö. Bezirkskrankenhaus Reutte | Reutte                                        | Tirol            | • |    |   |
| Schule für allgemeine Gesundheits- und Krankenpflege am A.ö. Bezirkskrankenhaus Schwaz | Schwaz                                        | Tirol            | • |    |   |
| Schule für allgemeine Gesundheits- und Krankenpflege am A.ö. Krankenhaus St. Vinzenz Zams (Ausbildungszentrum) | Zams                                          | Tirol            | • |    |   |
| Schule für allgemeine Gesundheits- und Krankenpflege am Landeskrankenhaus Bregenz | Bregenz                                       | Vorarlberg       | • |    |   |
| Schule für allgemeine Gesundheits- und Krankenpflege am Landeskrankenhaus Feldkirch | Feldkirch                                     | Vorarlberg       | • |    |   |
| Schule für psychiatrische Gesundheits- und Krankenpflege Rankweil | Rankweil                                      | Vorarlberg       |   |    | • |
| Schule für allgemeine Gesundheits- und Krankenpflege am Krankenhaus der Barmherzigen Brüder Wien (Pflegeakademie) | Wien 2                                        | Wien             | • |    |   |
| Schule für allgemeine Gesundheits- und Krankenpflege des Krankenhauses der Barmherzigen Schwestern Wien (Vinzentinum) | Wien 6                                        | Wien             | • |    |   |
| Schule für allgemeine Gesundheits- und Krankenpflege am Sozialmedizinischen Zentrum Süd (Kaiser-Franz-Josef-Spital mit Gottfried von Preyer'schem Kinderspital) | Wien 10                                       | Wien             | • |    |   |
| Schule für allgemeine Gesundheits- und Krankenpflege und für psychiatrische Gesundheits- und Krankenpflege am Sozialmedizinischen Zentrum Baumgartner Höhe (Otto-Wagner-Spital Steinhof) | Wien 14                                       | Wien             | • |    | • |
| Schule für allgemeine Gesundheits- und Krankenpflege am Wilhelminenspital der Stadt Wien | Wien 16                                       | Wien             | • |    |   |
| Schule für allgemeine Gesundheits- und Krankenpflege an der Semmelweis-Frauenklinik (Ausbildungszentrum, Department der Rudolfstiftung) | Wien 18                                       | Wien             | • |    |   |
| Schule für allgemeine Gesundheits- und Krankenpflege am Rudolfinerhaus | Wien 19                                       | Wien             | • |    |   |
| Schule für allgemeine Gesundheits- und Krankenpflege und Schule für Kinder- und Jugendlichenpflege am Allgemeinen Krankenhaus der Stadt Wien (Standort Floridotower) | Wien 21                                       | Wien             | • | •  |   |
| Schule für allgemeine Gesundheits- und Krankenpflege des Österreichischen Bundesheeres (Militärmedizinisches Zentrum Van-Swieten-Kaserne) | Wien 21                                       | Wien             | • |    |   |
| Schule für allgemeine Gesundheits- und Krankenpflege am Sozialmedizinischen Zentrum-Ost (Donauspital) | Wien 22                                       | Wien             | • |    |   |

Stand: Juli 2016 (Quelle: ÖGKV, AMS)

## Ehemalige Schulen
(Auswahl)
- Landesklinikum Mödling, Mödling, NÖ (nur mehr Schule für den medizinisch-technischen Fachdienst)
- Landesnervenklinik Gugging, Klosterneuburg, NÖ (psychiatr., bis 2007)
- Diakonissen-Krankenhaus Linz – Evangelisches Diakoniewerk Gallneukirchen, in Gallneukirchen, OÖ   (nurmehr Schule für Sozialbetreuungsberufe)
- Krankenhaus Hietzing (Lainz), Wien 13
- Kaiserin-Elisabeth-Spital, Wien 15 (bis 2012)[11]